# Poesia e pubblico nella Grecia antica
Poesia e pubblico nella Grecia antica è un saggio scritto da Bruno Gentili nel 1984, vincitore del Premio Viareggio per la saggistica nello stesso anno.

## Contenuto
Il saggio costituisce un'opera di fondamentale importanza per la comprensione della poesia epica e lirica nella Grecia arcaica. In particolare, Gentili pone l'accento sull'oralità e auralità, caratteristiche tipiche della comunicazione poetica dell'epoca, rivalutando di conseguenza il ruolo di elementi pragmatici di tale comunicazione, come la memoria, e di personaggi quali il committente e il pubblico. Nell'analisi di Gentili, inoltre, il poeta viene saldamente inserito e interpretato all'interno della società a lui contemporanea, con tutti i condizionamenti di tipo sociale ed economico che ne conseguono.

## Edizioni successive
B. Gentili, Poesia e pubblico nella Grecia antica. Da Omero al V secolo, quarta edizione aggiornata, Milano, Feltrinelli, 2006.